# Трой Макклюр
Трой Макклюр (1963-1998) (англ. Troy McClure) — персонаж мультсериала «Симпсоны». Впервые появился в эпизоде «Homer vs. Lisa and the 8th Commandment». Каждое своё появление в сериях он начинает с фразы «Здравствуйте, я Трой Макклюр, вы, должно быть, помните меня по таким фильмам, как…». Обычно он ведёт какие-нибудь научные и исследовательские фильмы. В 7 сезоне сериала «Симпсоны» Трой вёл целую серию о не вошедших в сериал эпизодах. Троя Макклюра озвучивал Фил Хартман, который был застрелен своей собственной женой 28 мая 1998 года. Последний раз персонаж появился в 10 сезоне в эпизоде «Bart the Mother».

## Личная жизнь
Трой не слишком популярен среди представительниц прекрасного пола, поскольку его репутацию здорово подпортили слухи о нетрадиционной любви к рыбам. Несмотря на это, он недолго был женат на Сельме Бувье, сестре Мардж Симпсон. Впрочем, брак в скором времени распался, так как Сельма не могла вынести того, что её брак, внешне благополучный, всё же является ширмой неестественного влечения Троя к рыбам и призван поддерживать изрядно пошатнувшееся реноме актёра.
Владеет автомобилем DeLorean DMC-12, что подчеркивает, что он «застрял» в начале-середине 80-х годов XX века, когда этот автомобиль был очень популярен.
Имеет плохое зрение, но очки не носит, так как считает, что очки портят его внешность. У него была нетрадиционная сексуальная ориентация.
Удостоен именной таблички на Спрингфилдской Стене Славы, что можно заметить в серии «Take My Life, Please».
Трой Макклюр является стереотипной бывшей голливудской звездой. Он был звездой в начале 1970-х, но его карьера пошла под откос из-за слухов о парафилии, связанной с рыбой. В большинстве своих появлений в сериале он ведет короткие видеоклипы, которые другие персонажи смотрят по телевизору или в общественном месте. Он часто представляет обучающие видео и рекламные ролики. Зачастую они некачественные, ошибочные, слишком короткие и неполные, чтобы быть полезными. МакКлюр представляет себя, говоря: «Привет, я Трой МакКлюр. Вы можете помнить меня по таким [фильмам, обучающим видео, озвучке и т. д.], как …», упоминая два названия, которые похожи на его текущее выступление. Например, в эпизоде «Барт — мама» МакКлюр представляет фильм о птицах, говоря: "Привет, я Трой МакКлюр. Вы можете помнить меня по таким фильмам о природе, как «Уховертки: Фу!» и «Человек против природы: Дорога к победе» Когда он проходит прослушивание, чтобы озвучить персонажа Пучи в «Шоу Щекотки, Царапки и Пучи» (роль, которую он проиграет Гомеру Симпсону), он впадает в свой вступительный стиль, упоминая свою предыдущую роль Рождественской обезьяны.
Самая заметная роль МакКлюра происходит в эпизоде седьмого сезона «A Fish Called Selma.» В этом эпизоде МакКлюр начинает отношения с Сельмой Бувье, которую он встречает, когда она проверяет его зрение в Департаменте транспортных средств, и соглашается пойти на свидание в качестве условия для прохождения его. Эти отношения возрождают его карьеру, в результате чего он снимается в сценической музыкальной версии фильма «Планета обезьян» «Остановите планету обезьян, я хочу сойти!». Чтобы ещё больше повысить карьеру МакКлюра, его агент предлагает жениться. Не зная о мотивах МакКлюра, Сельма принимает его предложение и переезжает в дом МакКлюра, модернистское здание, напоминающее Хемосферу. На мальчишнике пьяный МакКлюр говорит Гомеру Симпсону, что брак — всего лишь притворство, чтобы помочь его карьере. Гомер ничего не говорит на свадьбе, но позже небрежно упоминает признание МакКлюра Мардж, которая затем сообщает об этом своей сестре. Сельма все равно решает остаться с МакКлюр, но её беспокоит, когда агент МакКлюра советует паре завести ребёнка (поскольку «в наши дни все большие роли достаются семьянинам»). Рождение ребёнка обеспечит МакКлюру роль помощника МакБейна в «Макбейн IV: Фатальная разрядка», но Сельма не желает вводить ребёнка в отношения без любви и решает оставить МакКлюра. МакКлюр в конечном итоге получает роль, но отказывается от неё, чтобы сняться в своем собственном любимом проекте — фильме 20th Century Fox под названием The Contrabulous Fabtraption of Professor Horatio Hufnagel.
В дополнение к своим появлениям в сюжете, МакКлюр выступает в качестве ведущего «The Simpsons 138th Episode Spectacular» и «The Simpsons Spin-Off Showcase.» Первый — это закулисный взгляд на «Симпсонов», ответы на вопросы и показ дополнительных «никогда не публиковавшихся» материалов. Второй — это эпизод, представляющий три возможных спин-оффа «Симпсонов» The second is an episode presenting three possible spin-offs from The Simpsons.

## Фильмы, в которых снимался Трой МакКлюр
- Lisa Doesn’t Live Here Anymore
- An American In Toronto
- It’s A Wonderful Belt
- Astro-Heist: Gemeni-3
- Darling Beefeater
- Eeney-Meeney-Miney Murphrees barough
- Yuma: It’s Seniorific
- Smother Me In Shreveport
- Living, Loving And Lubbock
- Duluth, It’ll Grow On You
- Suddenly Tulsa
- Freedonia Gateway To Wichita
- Fairbanks Needs Women
- I Left My Soul In Sacramento
- Tender lovin' Newark
- Hats Off To Fargo
- Pinch Me, I’m In Boise
- Cry Yuma
- Let’s Save Tony Orlando’s Home
- Out With Gout «88»
- Springfield Public Television Telethon
- I Can’t Believe They Inveted It
- Christmas Ape
- Christmas Ape Goes To Summer Camp
- Stop The Planet Of The Apes: I Want To Get Off!
- Muttonchops
- Trucks
- Troy And Company’s Summertime Smile Factory
- Buck Henderson. Union Buster
- Handel With Kare
- Son Of Sanford And Son
- After Mannix
- Troy McClure’s Pre-teen Soul Machine
- Barnum — The Animated Series
- The Adventures Of Achilles
- Here Comes The Coast Guard
- Preacher With A Shovel
- The Revenge Of Abe Lincoln
- The Wackiest Covered Wagon In The West
- Calling All Quarkes
- Today We Kill, Tomorrow We Die
- Dial M For Murderousness
- The Erotic Adventures Of Hercules
- «P» Is Psycho
- The President’s Neck Is Missing!
- The Boatjacking Of Supership 79
- Hydro, The Man With The Hydraulic Hands
- Good — Time Slim, Uncle Doobie, And The Great Frisco Freak — Out
- Muppets Go Medieval
- The Greatest Story Ever Hulaed
- They Game To Burgle Carnegie Hall
- Meet Joe Blow
- Give Me Remains To Broadway
- The Verdict Was Mail Fraud
- Leper In The Backfield
- Make — Out King Of Montana
- The Electric Gigolo
- The Contrabulous Fabtraption Of Professor Horatio Hufnagel
- David Vs. Super — Goliath
- Suddenly Last Supper
- Space Mutants VII: Cry Of Space Mutant
- The Itchy & Scratchy Movie (hit part)
- Jagged Attraction
- Look Who’s Still Oinking
- Three Men And A Nuke
- Ten Was Too Many
- The Computer Wore Puka Shells
- The Frontier Family Get Deer Ticks
- The Mediocre Journey
- A Fish Taco Called Juanita (with Cheech Marin!)
- Human Fondue — Surviving The Wiscosin Dell’s Cheese Factory Explo
- All The President’s Monkeys
- Android Beach Party
- Back To The Sequel
- Butter — The Motion Picture
- The Cougar And The Polka King
- Cit It Out — The Wacky Adventures Of Jack The Ripper
- Dracula’s Disco — Studio Fifty Gore
- Driving Mr. T
- Three Dames And A Dam (197 — With Nancy Robertson)
- Saturnforce800
- Calling All Lumberjacks
- The Day Paul Bunyan Cried
- Radioactive Man III
- The Pulverizzer
- Radioactive Man II: Bring On The Sequel
- Sleeplees In Shelbyville
- The Unbearable Moistness Of Sweating
- Coffe, Tea, Or Fiddle Dee Dee
- Eenie Meenie Miney, Die
- A Bridge Too Far (as Todd, The Worlds Unluckiest Dentist)
- Swing, Swang, Swung
- Three Men And A Bunsen Burner
- Wake Up, Finnegan (as Paddy The Relentless hell — ringer)
- Miss American Girl Pageant
- Carnival Of The Stars
- Alien Nose Job
- Five Fabolous Weeks Of The Chevy Chase Show